# Tamás Vaskó
Tamás Vaskó (ur. 20 lutego 1984 w Budapeszcie) – węgierski piłkarz, grający na pozycji obrońcy. Od 2016 roku gra w Vasasie. Dwunastokrotny reprezentant Węgier.

## Kariera klubowa
Vaskó rozpoczynał karierę w mniejszych klubach. W 1998 roku dołączył do juniorów Vasasu Budapeszt. W 2002 roku został zawodnikiem Újpestu Budapeszt. W 2006 roku został kapitanem tej drużyny. Wcześniej, w latach 2004–2005 był wypożyczony do FC Tatabánya.
Latem 2007 roku był na testach w Southampton. Nie dołączył jednak do tego klubu, ówcześnie grającego w Football League Championship. Został za to wypożyczony do innego angielskiego klubu, grającego w Football League One – Bristol City. Wypożyczenie obejmowało klauzulę pierwokupu z opcją podpisania trzyletniego kontraktu. Mimo dobrej gry i zdobycia gola w meczu przeciwko Burnley Bristol nie wykupiło Vaskó. Po powrocie do węgierskiego klubu został jednak natychmiast wypożyczony na rok do klubu Serie B, U.S. Avellino. Po powrocie do Újpestu Vaskó był na testach w Leeds United. W 2010 roku został zawodnikiem Videotonu Fehérvár. Następnie grał w Kecskeméti TE, Mezőkövesd-Zsóry SE i Puskás Akadémia FC. W 2014 przeszedł do Dunaújváros PASE, w 2015 do Békéscsaba 1912 Előre SE, a w 2016 do Vasasu SC.

## Kariera reprezentacyjna
Vaskó zagrał 12 meczów w reprezentacji Węgier, debiutując 7 lutego 2007 roku przeciwko Łotwie.
| Lp. | Data                 | Rywal                    | Typ  | Wynik | Grał  |
| --- | -------------------- | ------------------------ | ---- | ----- | ----- |
| 1.  | 7 lutego 2007        | Łotwa (n)                | tow. | 2:0   | 1–90  |
| 2.  | 24 marca 2007        | Czarnogóra (w)           | tow. | 1:2   | 1–90  |
| 3.  | 28 marca 2007        | Mołdawia (d)             | eME  | 2:0   | 36–90 |
| 4.  | 22 sierpnia 2007     | Włochy (d)               | tow. | 3:1   | 1–90  |
| 5.  | 8 września 2007      | Bośnia i Hercegowina (d) | eME  | 1:0   | 1–90  |
| 6.  | 12 września 2007     | Turcja (w)               | eME  | 0:3   | 1–90  |
| 7.  | 13 października 2007 | Malta (d)                | eME  | 2:0   | 1–90  |
| 8.  | 17 października 2007 | Polska (w)               | tow. | 1:0   | 1–90  |
| 9.  | 17 listopada 2007    | Mołdawia (w)             | eME  | 0:3   | 1–90  |
| 10. | 21 listopada 2007    | Grecja (d)               | eME  | 1:2   | 1–90  |
| 11. | 31 maja 2008         | Chorwacja (d)            | tow. | 1:1   | 1–90  |
| 12. | 28 marca 2009        | Albania (d)              | eMŚ  | 1:0   | 1–90  |